# Euchrysops osiris
The Osiris Smoky Blue or African Cupid (Euchrysops osiris) là một loài bướm ngày thuộc họ Bướm xanh. Nó được tìm thấy ở nam Arabia, Madagascar, the Comoro Islands và Africa, phía nam of the Sahara.
Sải cánh dài 22–29 mm đối với con đực và 25–30 mm đối với con cái. Adults are mainly on wing from tháng 9 đến tháng 11 và from tháng 2 đến tháng 4, but may be found quanh năm. There are two main generations per year.
Ấu trùng ăn Rhynchosia totta, Vigna tenuis và Vigna unguiculata.